# 牟佐大塚古墳
牟佐大塚古墳（むさおおつかこふん）は、岡山県岡山市北区牟佐にある古墳。形状は円墳。国の史跡に指定されている。
箭田大塚古墳・こうもり塚古墳と並んで、岡山県三大巨石墳の1つに数えられる。

## 概要

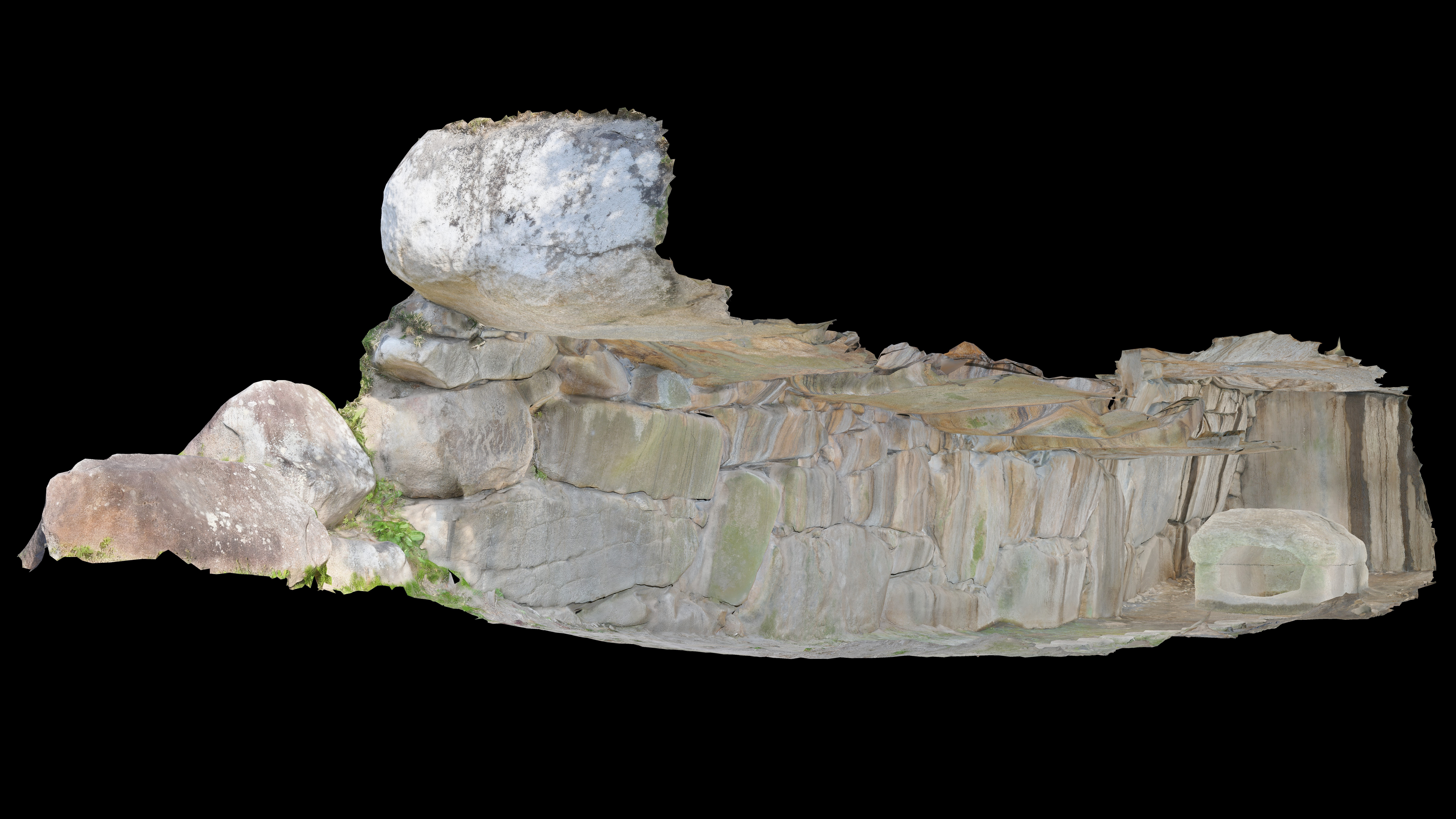
石室パース図

石室展開図

石棺展開図

古墳時代後期から終末期にかけての6世紀末に築造されたと考えられている。墳径約30m・高さ約8.5m。牟佐集落内にあり周囲に道路が通り古くより裾部が削られているが、復元すると直径40m、高さ10mを上回る大型の円墳であると考えられている。
南側に花崗岩の巨石を組み合わせた横穴式石室が開口している。石室は両袖式で全長約18m、玄室は奥行6m・幅2.8m・高さ3.2m、羨道は長さ約12m・幅1.8m～2.4mで入口に向かって広くなっており高さは2.1mである。玄室には長さ2.88m・幅1.6m・高さ1.5mの刳抜式家型石棺がある。石棺は貝殻石灰岩製で岡山県井原市浪形山で産出されたものである。石棺には盗掘のため小口の穴が開いている。
古墳は、古代山陽道が旭川を渡る地点の近くに位置する。岡山平野・岡山県東部・美作を結ぶ要衝の地にあり、被葬者は当地域の交通権を掌握した国造クラスの人物であろうと考えられている。またはこの地の豪族である上道氏の墳墓とも推察されている。
古墳域は1930年（昭和5年）に国の史跡に指定されている。

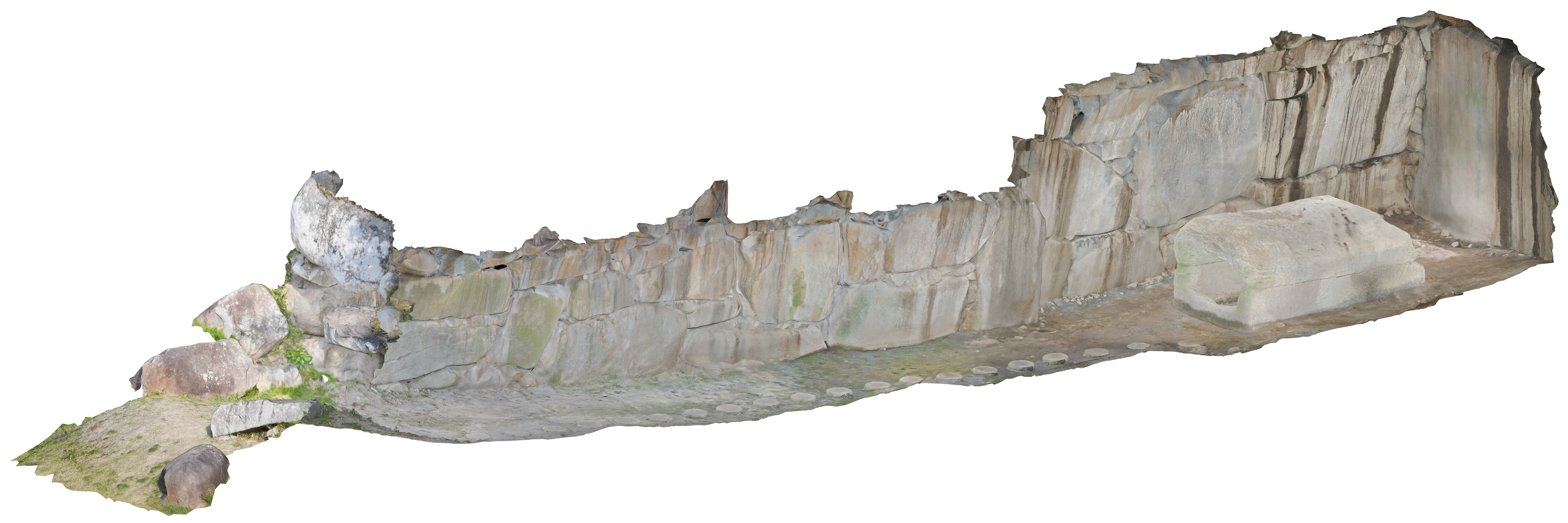
石室俯瞰図
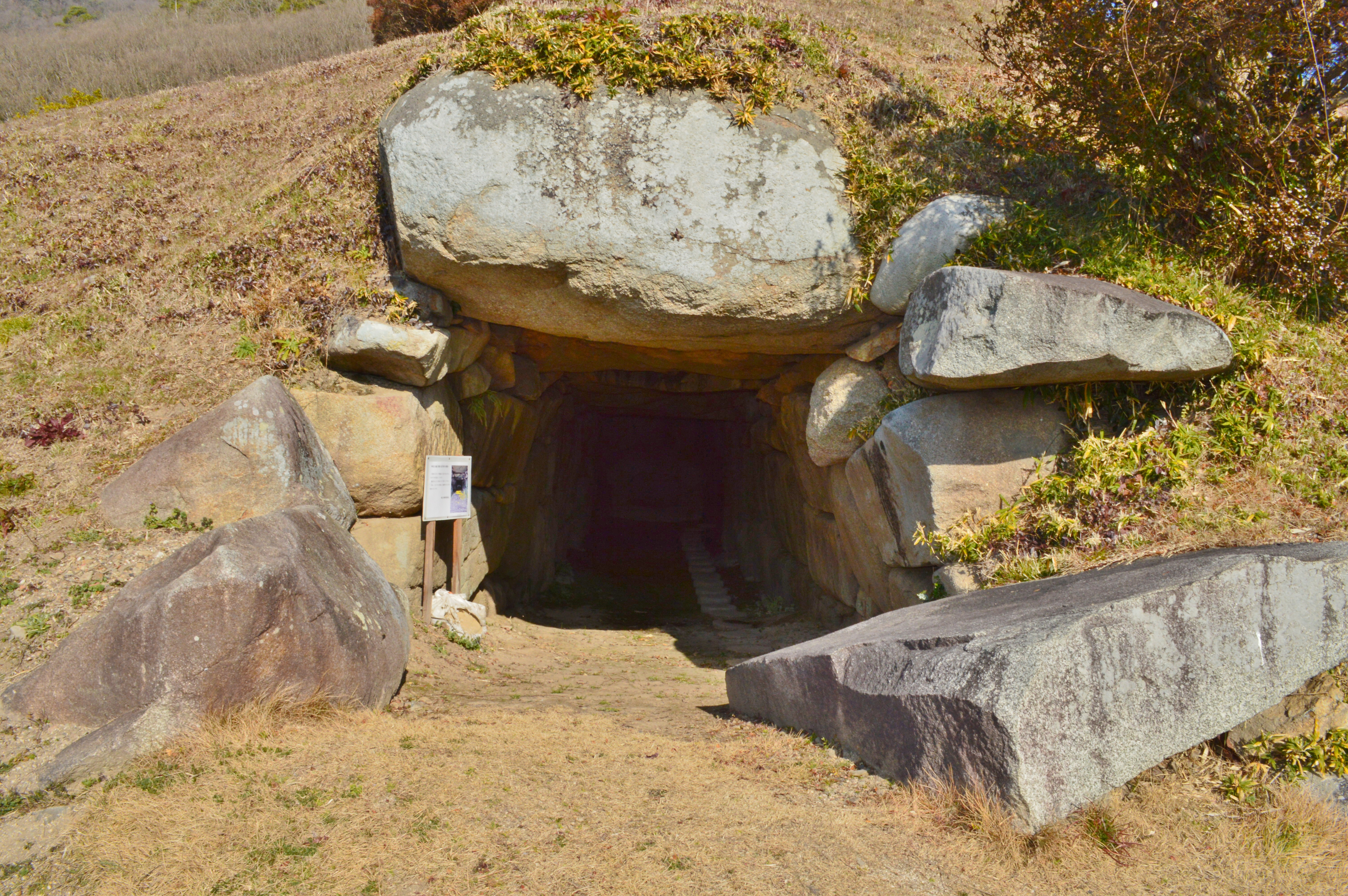
開口部
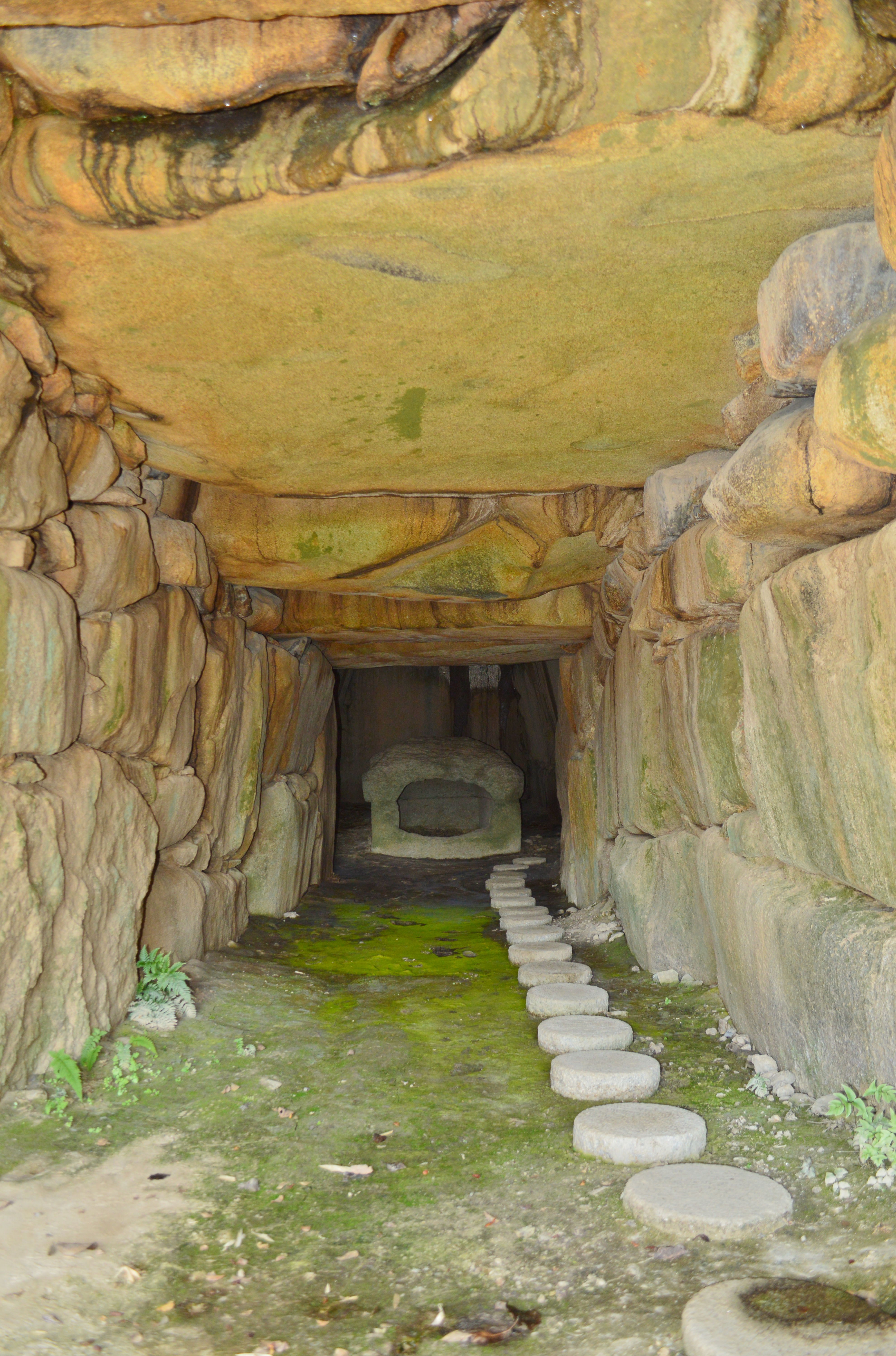
羨道
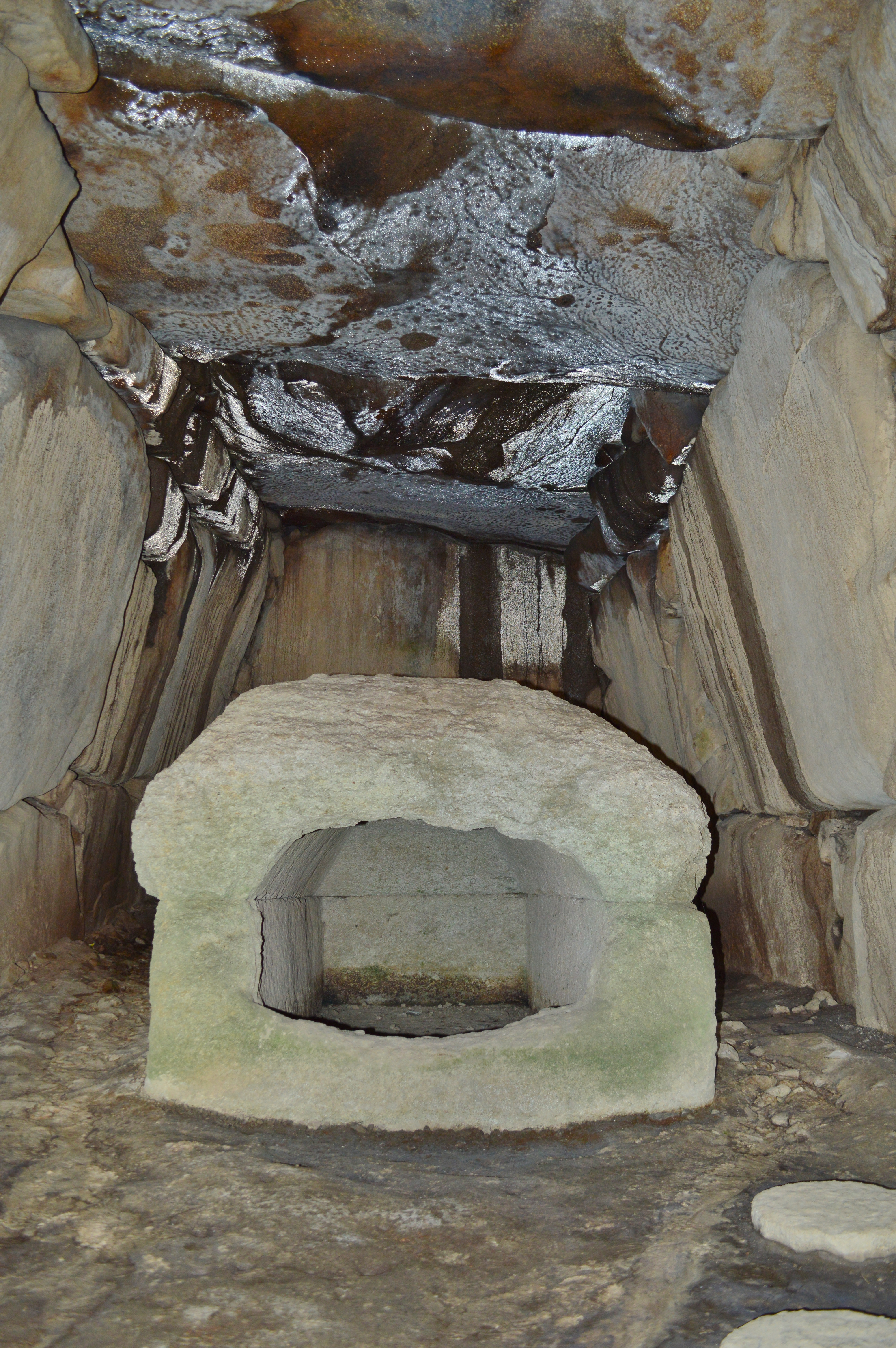
玄室と家形石棺
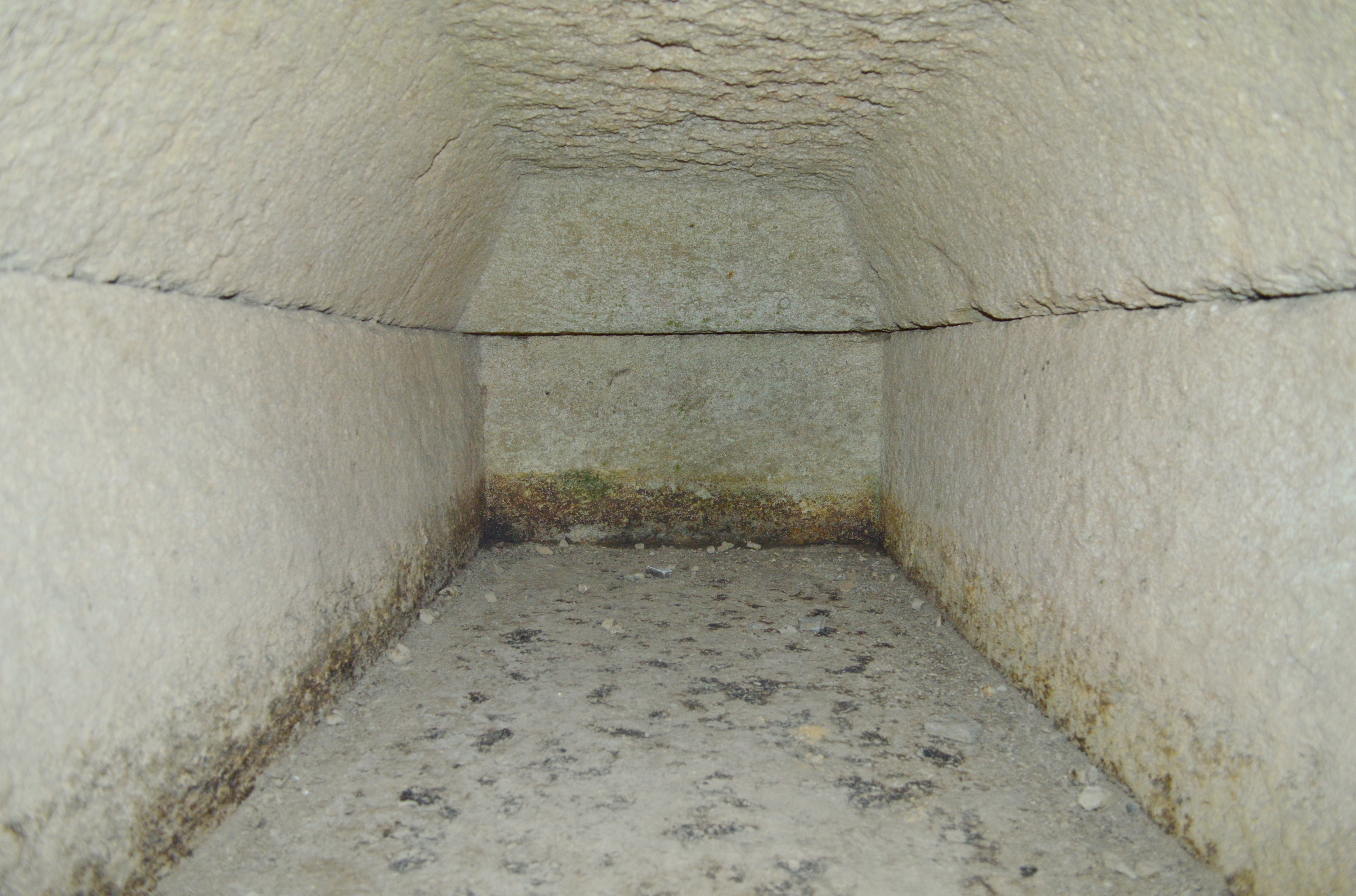
石棺内部

## 文化財

### 国の史跡
- 牟佐大塚古墳 - 1930年（昭和5年）2月28日指定[5]。